# Либерт, Хайнц
Хайнц Либерт (нем. Heinz Liebert; 24 мая 1936) — немецкий шахматист; международный мастер (1966).
В составе сборной ГДР участник 6-и Олимпиад (1962—1972). На 18-й Олимпиаде в Лугано (1968) показал 3-й результат на своей доске.

## Личная жизнь
Был женат на немецкой шахматистке Урсуле Либерт (1933—1998).

## Изменения рейтинга
| Графики недоступны из-за технических проблем. См. информацию на Фабрикаторе и на mediawiki.org. |